# Estadio de Pituaçu
El Estadio de Pituaçu, oficialmente Estadio Roberto Santos, es un estadio multiusos ubicado en la ciudad de Salvador, en el estado de Bahía en  Brasil. Posee una capacidad para 31 600 personas y es continuamente arrendado por los clubes EC Bahía y EC Vitoria para sus juegos del torneo brasileño.
El Estadio de Pituaçu inaugurado en 1979 y totalmente refaccionado en 2008, fue sede del juego válido por las Eliminatorias del Mundial 2010 entre las selecciones de Brasil y Chile, jugado el 9 de septiembre de 2009 y ganado por los brasileños 4-2.

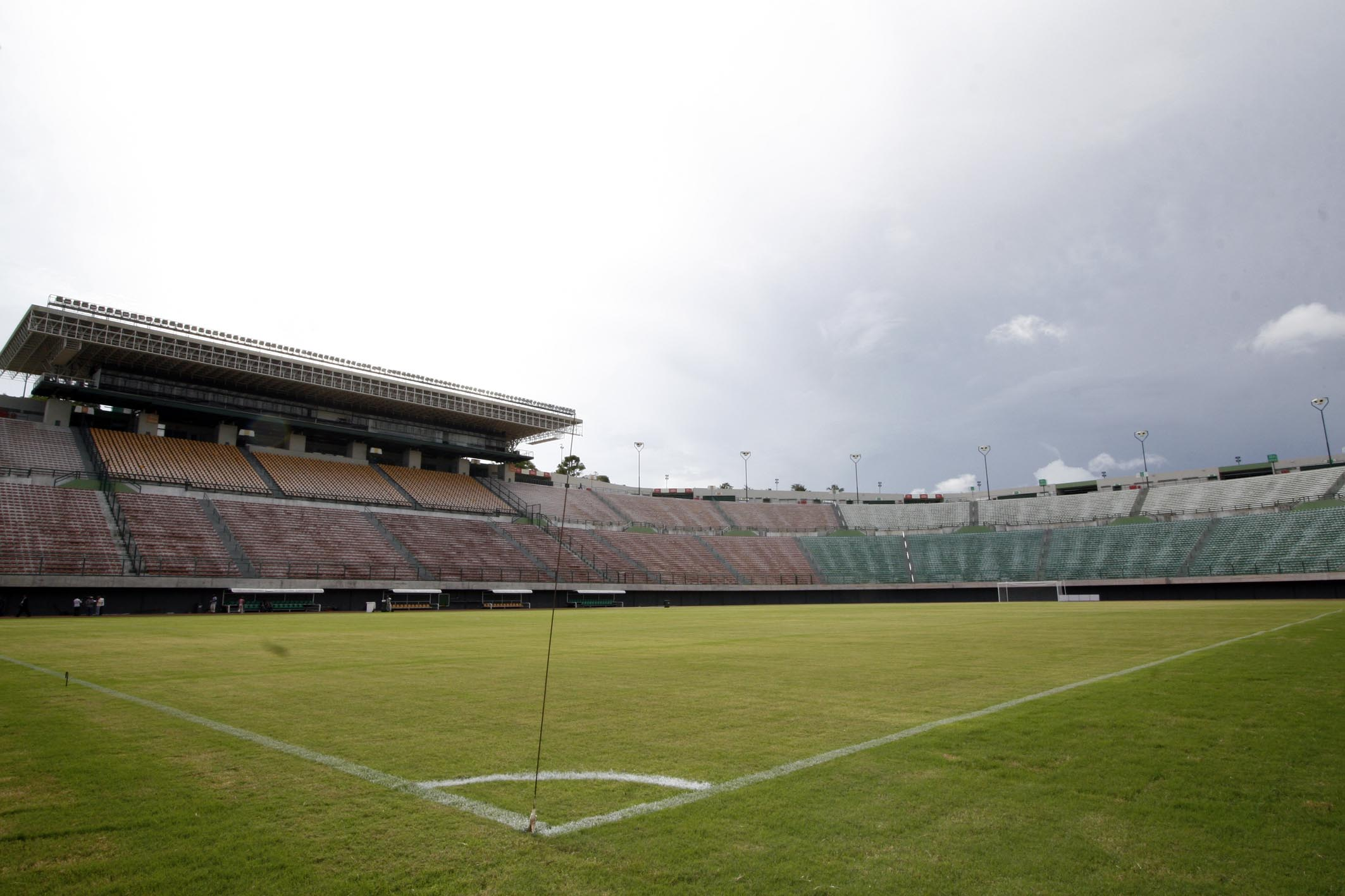
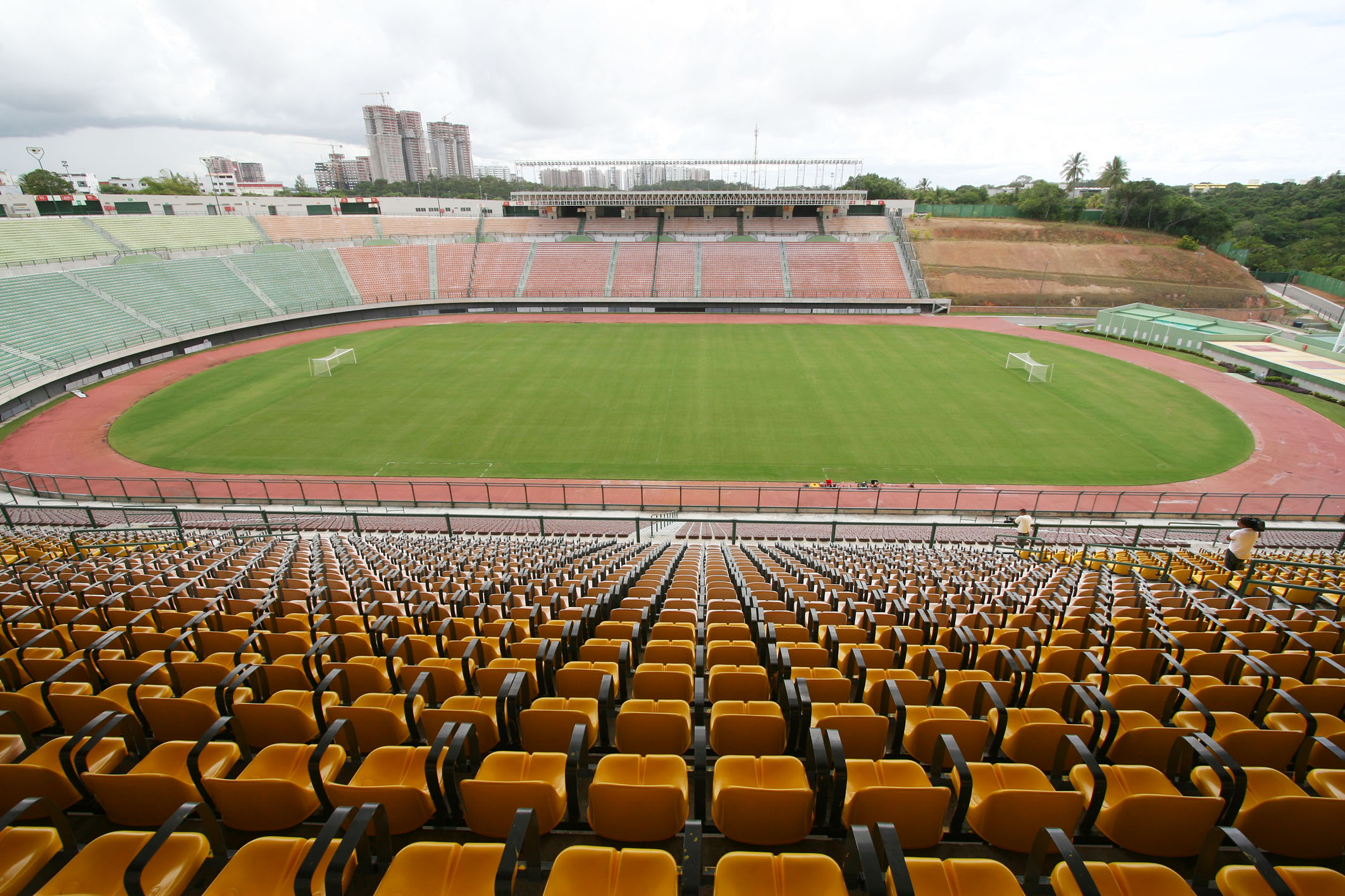